# Беричево
Беричево (словен. Beričevo) је насељено место у општини Дол при Љубљани, Средњесловенска регија, Словенија.

## Историја
До територијалне реорганизације у Словенији било је у саставу града Љубљане, односно старе општине Бежиград.

## Становништво
У попису становништва из 2011. године, Беричево је имало 449 становника.
| Број становника према пописима | Број становника према пописима | Број становника према пописима |
| ------------------------------ | ------------------------------ | ------------------------------ |
| 1991                           | 2002                           | 2011                           |
| 404                            | 417                            | 449                            |